# Gibson Greetings
Pour les articles homonymes, voir Gibson.
Gibson Greetings est une entreprise américaine de carte postale fondée en 1855. C'est depuis 1999, une filiale d'American Greetings.
Elle est connue pour une tentative d'OPA avortée de la part de Walt Disney Productions en 1984.

## Historique
L'entreprise a été fondée en 1855 à Cincinnati par les frères George, Robert, Samuel et Stephen Gibson sous le nom Gibson & Company, Lithographers, une société d'imprimerie.
Elle se lance dans la marché de la carte postale et des cartes de vœux dans les années 1860. En 1883, George Gibson rachète l'entreprise à ses frères et la rebaptise Gibson Arts.
En 1955, Disney Licensing accorde à Gibson la licence des cartes de vœux détenue par Hallmark depuis 1931. Une boutique ouvre dans le parc Disneyland le 17 juillet 1955, avec le parc, et fermera en 1959.
En 1960, la société se renomme Gibson Greeting Cards Inc.. En 1962, l'entreprise est côté au New York Stock Exchange et réalise en 1963 un chiffre d'affaires de 26 millions d'USD. En 1964, l'entreprise familiale est achetée par le groupe CIT Financial Corporation. La société  CIT  achète en 1965 la société d'emballage Cleo Wrap de Memphis qu'elle transforme en filiale de Gibson.
En 1980, Radio Corporation of America achète CIT Financial Corporation.
En 1982, Raymond Chambers, président de Wesray Capital Corporation, son partenaire William Simon et des directeurs de l'entreprise achètent la société Gibson Greetings à RCA pour un million d'USD grâce à un effet de levier. Le duo détient 38 % de la société et elle est introduite en bourse fin 1983 à hauteur de 70 millions d'USD. Le The New York Times évoque une somme de 80 millions d'USD dont 22,6 millions d'USD de dette.
Fin avril 1984, Chambers lit un article sur la position de Walt Disney Productions attaquée par Saul Steinberg dans le cadre de la Guerre financière pour Disney et se dit que Disney pourrait être intéressé par la société Gibson Greetings acquise deux ans plus tôt. L'action est tombée à 18 $ l'une depuis la fin 1983 mais représente une valeur boursière totale de 45 millions d'USD mais une vente à Disney lui permettrait de gagner beaucoup. La société possède alors des licences pour des personnages comme Garfield, Kirby le Koala ou Big Bird de Sesame Street. L'entreprise est la troisième du secteur avec 9 % du marché derrière Hallmark, leader avec 46 % et American Greetings  avec 28 %. En six ans, la part de marché de l'entreprise a monté de 3%. Le 7 juin 1984, le New York Times rapporte l'annonce officielle de l'accord d'achat de Gibson Greetings par Disney pour 337,5 millions d'USD. L'article du New York Times mentionne que l'offre pour Gibson oscille entre 4,5 et 6,2 millions d'actions Disney pour les 10,6 millions d'action de Gibson soit entre 310 et 337,5 millions d'USD.
Le 11 février 1985, Disney accorde une licence de trois ans à Gibson pour des cartes postales et des papiers cadeaux avec des personnages Disney. Cet accord met fin à quatorze années de contrat avec Hallmark Cards. Du 14 juin 1985 à octobre 1988, une seconde tentative de boutique de cartes Gibson ouvre à Disneyland, dénommée Card Corner.
Gibson Greetings se lance dans une guerre des prix en 1986-1987, ce qui provoque des pertes pour les trois principales sociétés de cartes de vœux. Avec une baisse des revenus de licences, American Greetings a mis jusqu'en 1989 pour se rétablir.
Au début des années 1990, l'entreprise se développe à l'international avec une filiale britannique et une mexicaine, Gibson de Mexico.
En mars 1996, American Greetings fait une offre d'achat sur Gibson Greetings, toujours le troisième fabricant de cartes, mais elle est rejetée.
En 1999, la société est achetée par American Greetings, second du marché. Grâce à l'achat de Gibson, American a acquis une importante filiale britannique et une participation de 27 % dans Egreetings Network Inc.
Le siège social de Gibson Greetings situé sur Section Road dans le quartier Amberley Village de Cincinnati, comprenant un bâtiment de 600 000 pieds carrés (55 742 m2) est abandonné à la suite du rachat par American Greetings, l'activité étant répartie sur d'autres sites. En 2002, une entreprise d'accessoires de douche prend place dans une partie du site de 54 acres (21,85 ha). En juin 2016, la chambre de commerce du Grand Cincinnati achète le terrain et lance la destruction du site en décembre.